# بنت مگونی
بنت مگونی (انگلیسی: Bennett Mnguni؛ زادهٔ ۱۸ مارس ۱۹۷۴) یک بازیکن فوتبال اهل آفریقای جنوبی است.